# Val Plumwood
Val Plumwood (11 de agosto de 1939-29 de febrero de 2008) fue una filósofa y ecofeminista australiana conocida por su trabajo sobre el antropocentrismo. A partir de la década de los años 1970 desempeñó un papel central en el desarrollo de la ecosofía radical. Trabajando principalmente como académica independiente, ocupó cargos en la Universidad de Tasmania, la Universidad Estatal de Carolina del Norte, la Universidad de Montana y la Universidad de Sídney, y en el momento de su muerte era miembro del Consejo de Investigación de Australia en la Universidad Nacional de Australia. Está incluida en el libro Fifty Key Thinkers on the Environment editado por Routledge (2001).
Plumwood pasó su vida académica argumentando en contra de la "hiper-separación" de los humanos del resto de la naturaleza y lo que ella llamó el "punto de vista del dominio"; un dualismo razón/naturaleza en el que el mundo natural, incluidas las mujeres, los pueblos indígenas y los no humanos, está subordinado.
Entre 1972 y 2012, fue autora o coautora de cuatro libros y más de cien artículos sobre lógica, metafísica, medio ambiente y ecofeminismo. Su obra Feminism and the Mastery of Nature (1993) se considera un clásico, y se dice que Environmental Culture: The Ecological Crisis Of Reason (2002) hizo que fuese incluida como "una de las pensadoras ambientales más brillantes de nuestro tiempo" en la publicación de Hughes-Warrington ya mencionada. The Fight for the Forests (1973), en coautoría con el filósofo Richard Sylvan, segundo marido de Plumwood, fue descrito en 2014 como el análisis más completo hasta la fecha de la silvicultura australiana.
En The Eye of the Crocodile (2012), publicado póstumamente, Plumwood, relata su supervivencia al ataque de un cocodrilo de agua salada en 1985, descrito por primera vez en su ensayo "Being Prey" (1996). La experiencia le permitió vislumbrar el mundo "desde afuera", un "universo heracliteano " en el que ella era alimento como cualquier otra criatura. Era un mundo que le era indiferente y continuaría sin ella, donde "estar en tu cuerpo es como tener un volumen de la biblioteca, un volumen sujeto a la recuperación más o menos instantánea por parte de otros prestatarios, que reescriben toda la historia cuando lo consiguen".

## Biografía

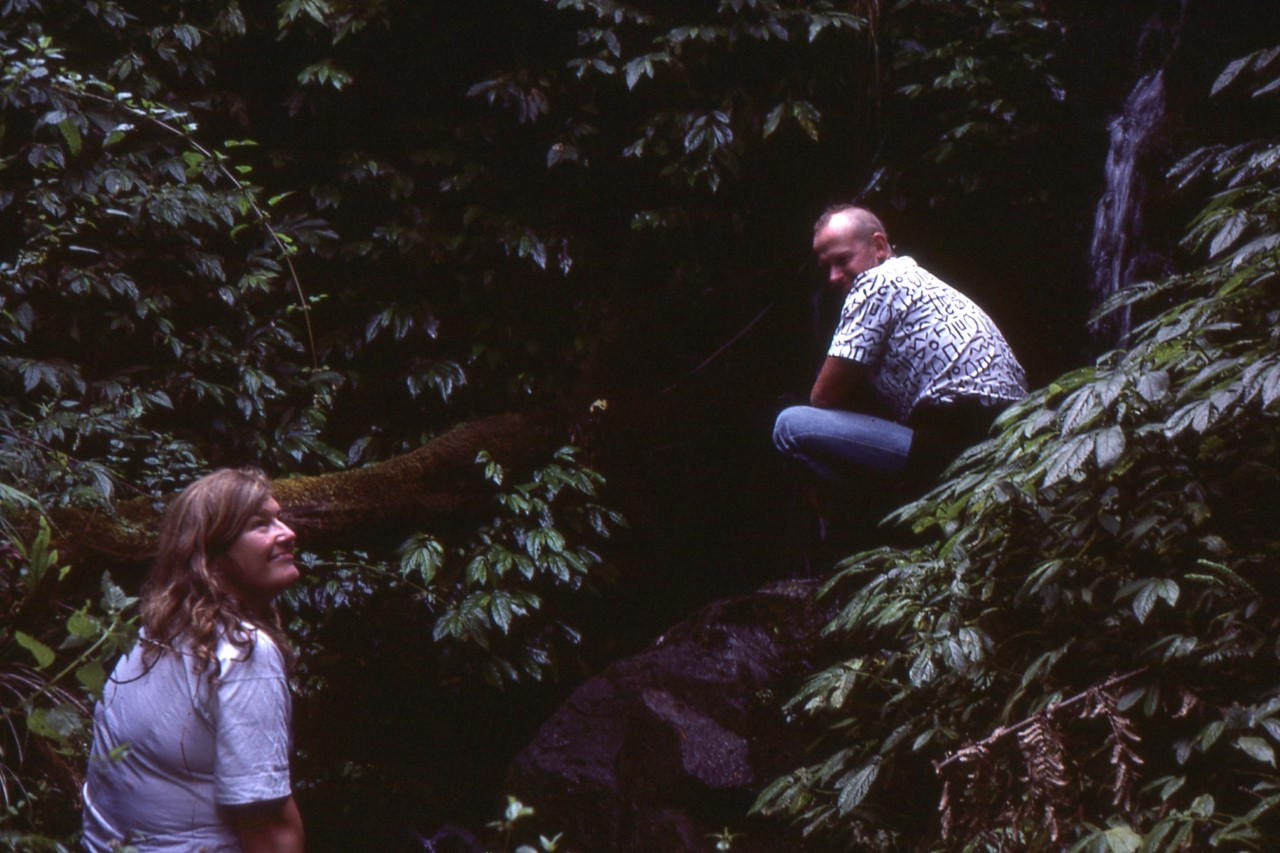
Plumwood y Sean Kenan, 1987

Plumwood nació Val Morell en una humilde morada tipo choza que sus padres construyeron con sacos de arpillera sumergidos en cemento a modo de paredes. Con posterioridad a la obtención de una concesión de tierras, sus padres se establecieron en Terrey Hills, cerca del Parque Nacional Ku-ring-gai Chase, al norte de Sydney. Su padre trabajó al principio como porta-equipajes, luego abriría una pequeña granja avícola. Según Martin Mulligan y Stuart Hill, la belleza del área compensó la falta de juguetes de Plumwood.
La granja avícola fracasó, y cuando tenía diez años la familia se mudó a Collaroy, otro suburbio al norte de Sidney, donde su padre encontró trabajo en el servicio civil . Se mudaron nuevamente a Kogarah en esta vez al sur de la ciudad. Plumwood asistió a la escuela secundaria St George Girls en Kogarah, donde fue la alumna más destacada de la escuela. Cuando le ofrecieron una beca de la Commonwealth para asistir a la Universidad de Sydney, la rechazó para obtener una beca para maestros, también en Sydney (sus padres querían que hiciera algo práctico), aunque pronto se interesaría por la filosofía.
Los estudios de Plumwood fueron interrumpidos en 1958 por su breve matrimonio con un compañero de estudios, John Macrae, cuando ella tenía 18 años y quedó embarazada, el matrimonio que terminó en divorcio cuando Plumwood tenía 21. La pareja tuvo dos hijos, los cuales murieron jóvenes. Su hijo, John Macrae, nació cuando Plumwood tenía 19 años y murió en 1988 a causa de una enfermedad. Su hija, Caitlin Macrae, nacida en 1960 y dada en adopción cuando tenía 18 meses, fue asesinada en su adolescencia. Plumwood reanudaría sus estudios en Sydney en 1962, aceptando esta vez sí otra beca de la Commonwealth para estudiar filosofía. Se graduó con honores de primera clase en 1964.

## Vida personal y activismo

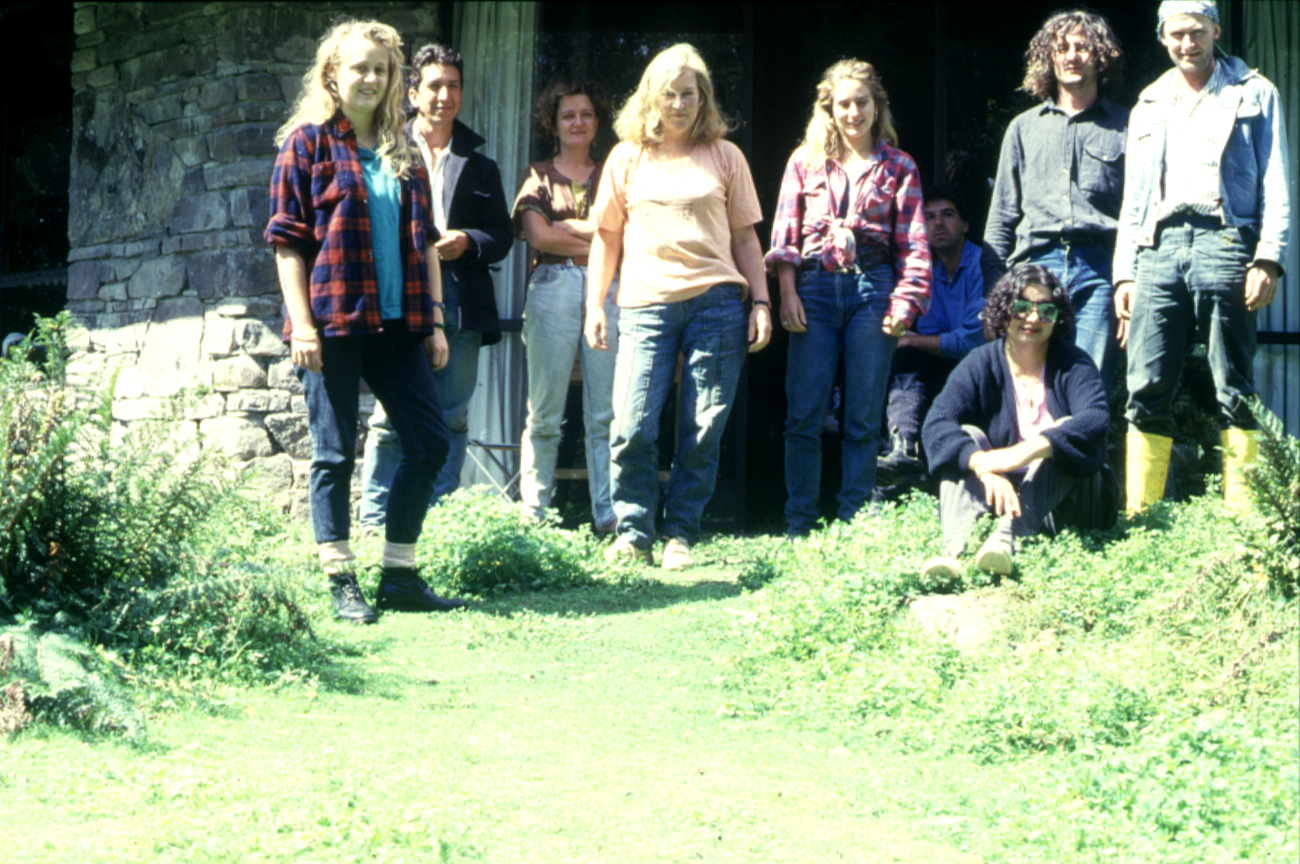
Plumwood, cuarta desde la izquierda, 2004, en la casa que construyó con Richard Sylvan cerca de Plumwood Mountain

Hacia el final de sus estudios universitarios, Plumwood se casó con otro compañero de estudios, el filósofo Richard Sylvan (entonces conocido como Richard Routley), y cambió su nombre a Val Routley. Pasaron un tiempo viajando por Oriente Medio y el Reino Unido, lo que incluyó vivir cerca de un bosque de hayas en Escocia durante un año. Al regresar a Australia, se involucraron activamente en movimientos para preservar la biodiversidad y detener la deforestación, y ayudaron a establecer la trans-disciplina conocida como humanidades ecológicas. Entre 1973 a 1982 el matrimonio, conocidos como Routley y Routley, fueron coautores de varios artículos notables sobre lógica y medio ambiente, convirtiéndose en figuras centrales en el debate sobre el antropocentrismo o "chovinismo humano". Juntos escribieron el influyente libro The Fight for the Forests (1973), en el que analizaron las políticas dañinas de la industria forestal en Australia. Dada la alta demanda se publicaron tres ediciones en años consecutivos.
En 1975, la pareja construyó su casa cerca de Plumwood Mountain en la costa, a 75km de Canberra, una casa de piedra octogonal en un claro de 120 hectáreas de selva tropical. Se divorciaron en 1981. Plumwood continuó viviendo en la casa y cambió su nombre nuevamente después del divorcio, adoptando el nombre de la montaña como apellido, que a su vez lleva el nombre del árbol Eucryphia moorei. Por su parte Routley cambió su apellido a Sylvan ("del bosque") cuando se volvió a casar en 1983 y falleció en 1996. 
Plumwood ocupó cargos en la Universidad de Tasmania, la Universidad Estatal de Carolina del Norte, la Universidad de Montana y la Universidad de Sydney. En el momento de su muerte, era miembro del Consejo de Investigación de la Universidad Nacional Australiana. Fue hallada muerta el 1 de marzo de 2008 en la casa que había construido con Sylvan; se cree que murió el día anterior, después de sufrir un derrame cerebral.

## Planteamientos

### Dualismo humano/naturaleza

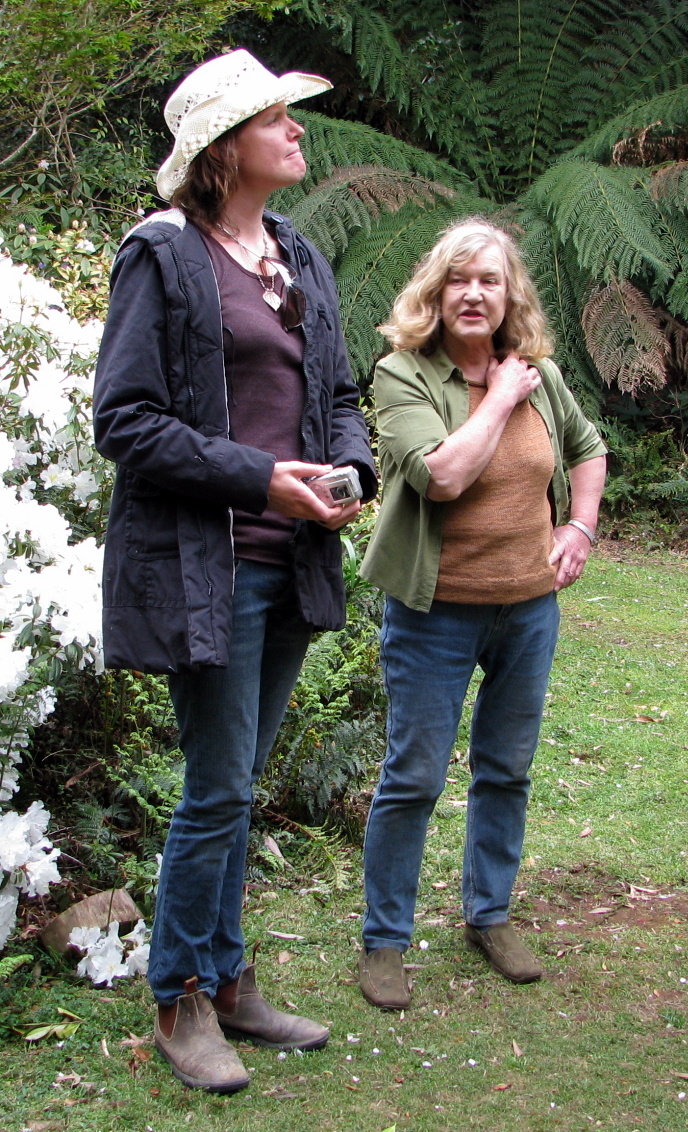
Plumwood (derecha) y Sky Kidd, 2007

Las principales obras teóricas de Plumwood son Feminism and the Mastery of Nature (1993) y Environmental Culture: the Ecological Crisis of Reason (2002). Criticó lo que denominó "el punto de vista del dominio", un conjunto de puntos de vista del yo y su relación con el otro asociado con el sexismo, el racismo, el capitalismo, el colonialismo y la dominación de la naturaleza. Este conjunto de puntos de vista, argumentó, implica "ver al otro como radicalmente separado e inferior, el trasfondo del yo como primer plano, como alguien cuya existencia es secundaria, derivada o periférica a la del yo o centro, y cuya agencia es negada o minimizada".
Plumwood identificó el dualismo humano/naturaleza como uno de una serie de dualismos de género, que incluyen "humano/animal, mente/cuerpo, masculino/femenino, razón/emoción, [y] civilizado/primitivo", y abogó por su abandono, así como por el de la noción occidental de un yo racional, unitario, cartesiano, a favor de una ética ecológica basada en empatía por el otro . Al hacerlo, rechazó no solo la "hiper-separación" entre el yo y el otro, y entre la humanidad y la naturaleza, sino también las alternativas posmodernas basadas en el respeto por la diferencia absoluta y las alternativas ecológicas profundas basadas en la fusión del yo y el mundo. En cambio, propuso una visión que reconoce y fundamenta la responsabilidad ética en las continuidades y divisiones entre sujeto y objeto, y entre las personas y el medio ambiente.
Plumwood era vegetariana, a pesar de su afirmación de la importancia ecológica de la depredación, debido a su objeción a la agricultura industrial. Abogó por una posición semi-vegetariana que denominó Animalismo Ecológico, en oposición a la plataforma de derechos de los animales de Carol J. Adams, que Plumwood llamó veganismo ontológico y que criticó por su respaldo al dualismo humano/naturaleza.

### Ataque de cocodrilo
En "Human vulnerability and the experience of being prey" (1995), Plumwood describe cómo sobrevivió al ataque de un cocodrilo de agua salada el 19 de febrero de 1985, y su experiencia de un cambio de paradigma de lo que llamó el "universo de justicia individual", donde los humanos somos siempre los depredadores, al "universo heracliteano", donde somos solo una parte más de la cadena alimenticia. Durante una visita al Parque Nacional Kakadu, Plumwood acampó en la estación de guardabosques East Alligator y tomó prestada una canoa de fibra de vidrio de cuatro metros de largo de Greg Miles, el guardaparque, para explorar East Alligator Lagoon.
Cuando detuve mi canoa bajo una lluvia torrencial hacia un afloramiento rocoso que sobresalía del pantano para tomar un almuerzo apresurado y empapado, experimenté la extraña sensación de que me observaban. Como nunca había sido tímida, ni en la filosofía ni en la vida, decidí, en lugar de regresar derrotada a mi caravana pegajosa, explorar un canal claro y profundo más cercano al río por el que había viajado el día anterior... No había retrocedido más de cinco o diez minutos por el canal cuando, al doblar una curva, vi delante de mí en medio de la corriente lo que parecía un palo flotante, uno que no recordaba haber pasado en mi camino hacia arriba. A medida que la corriente me movía hacia él, el palo pareció desarrollar ojos.
Los cocodrilos no suelen atacar las canoas, pero este comenzó a azotarla con la cola. Plumwood agarró algunas ramas colgantes, pero antes de que pudiera levantarse, el cocodrilo la agarró entre las piernas y la arrastró bajo el agua, una "centrífuga de negrura hirviente y arremolinada, que parecía a punto de arrancarme las extremidades de mi cuerpo, conduciendo aguas en mis pulmones reventados".
El cocodrilo la soltó brevemente, luego la agarró de nuevo, sometiéndola a tres de esos "toboganes mortales" antes de que lograra escapar por un empinado banco de lodo. A pesar de las graves lesiones, en su pierna izquierda tenía expuesto el hueso, y más tarde descubrió que había contraído melioidosis, comenzó a caminar, luego a gatear, los tres kilómetros hasta la estación de guardabosques. El guardabosque había ido a buscarla cuando no regresó al anochecer y la oyó gritar pidiendo ayuda. Se sometió a un viaje de 13 horas al hospital de Darwin, donde pasó un mes en cuidados intensivos seguido de extensos injertos de piel. La canoa se encuentra ahora en el Museo Nacional de Australia.

La experiencia le dio a Plumwood una visión del mundo "desde afuera", un mundo en el que era indiferente indiferente y continuaría sin ella; "un orden irreconociblemente sombrío". “Mientras mi propia narrativa y la historia más grande se desgarraban, vislumbré un mundo sorprendentemente indiferente en el que yo no tenía más importancia que cualquier otro ser comestible. El pensamiento, esto no me puede estar pasando a mí, soy un ser humano. ¡Soy más que comida! era un componente de mi incredulidad terminal. Fue una reducción impactante, de un ser humano complejo a un mero trozo de carne. La reflexión me ha persuadido de que no solo los humanos sino cualquier criatura pueden hacer la misma afirmación de ser más que solo comida. Somos comestibles, pero también somos mucho más que comestibles". Argumentó que nuestra visión antropocéntrica, el "universo de justicia individual", está desconectado de la realidad:
En el universo de la justicia individual, el universo del sujeto individual es como la persona-como-la-ciudad-castillo-amurallada-con-foso. Está bajo asedio constante y busca desesperada y obsesivamente mantener el cuerpo, este cuerpo hecho de comida, lejos de los demás y retenerlo solo para nosotros. Por supuesto, sabemos que el castillo con foso amurallado caerá al final, pero tratamos de resistir el asedio el mayor tiempo posible mientras buscamos siempre más y mejor tecnología para resistir el asedio que nos permita permanecer encerrados en nosotros mismos.

 En el universo individuo/justicia eres dueño absoluto del volumen de energía de tu cuerpo y gastas gran parte de esa energía defendiéndolo frenéticamente contra todos los intrusos. Cualquier intento por parte de otros de compartir se considera un ultraje, una injusticia, que debe resistirse hasta el final (considere nuestra reacción ante los familiares intrusos en nuestra fiesta de clase alta; (mosquitos, sanguijuelas, garrapatas. Estos ultrajan nuestra sensibilidad propietaria). En el otro universo heracliteano, estar en tu cuerpo es más como tener un volumen de la biblioteca, un volumen sujeto a la recuperación más o menos instantánea por parte de otros prestatarios, quienes reescriben toda la historia cuando lo obtienen.

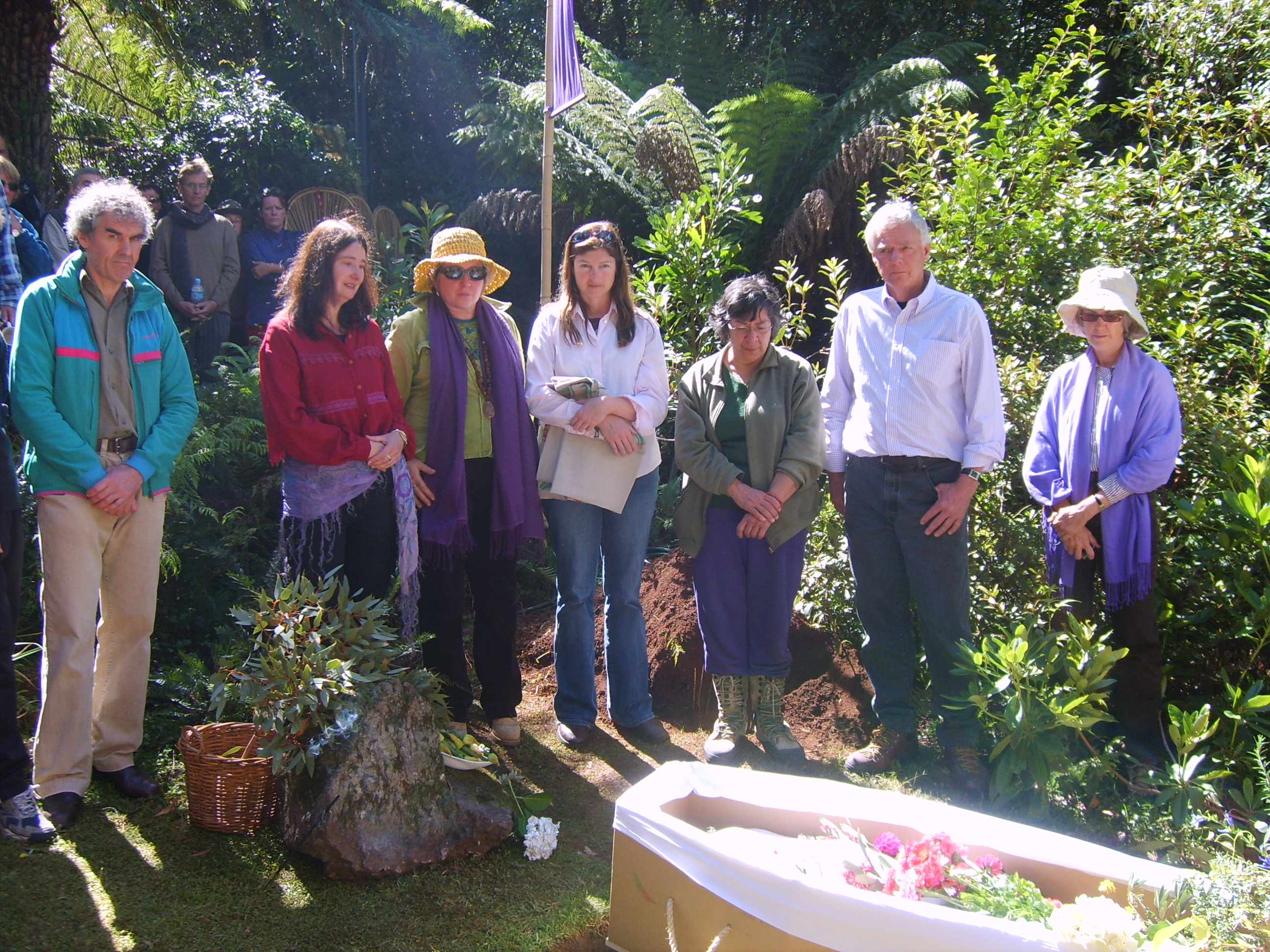
Entierro de Plumwood, 30 de marzo de 2008
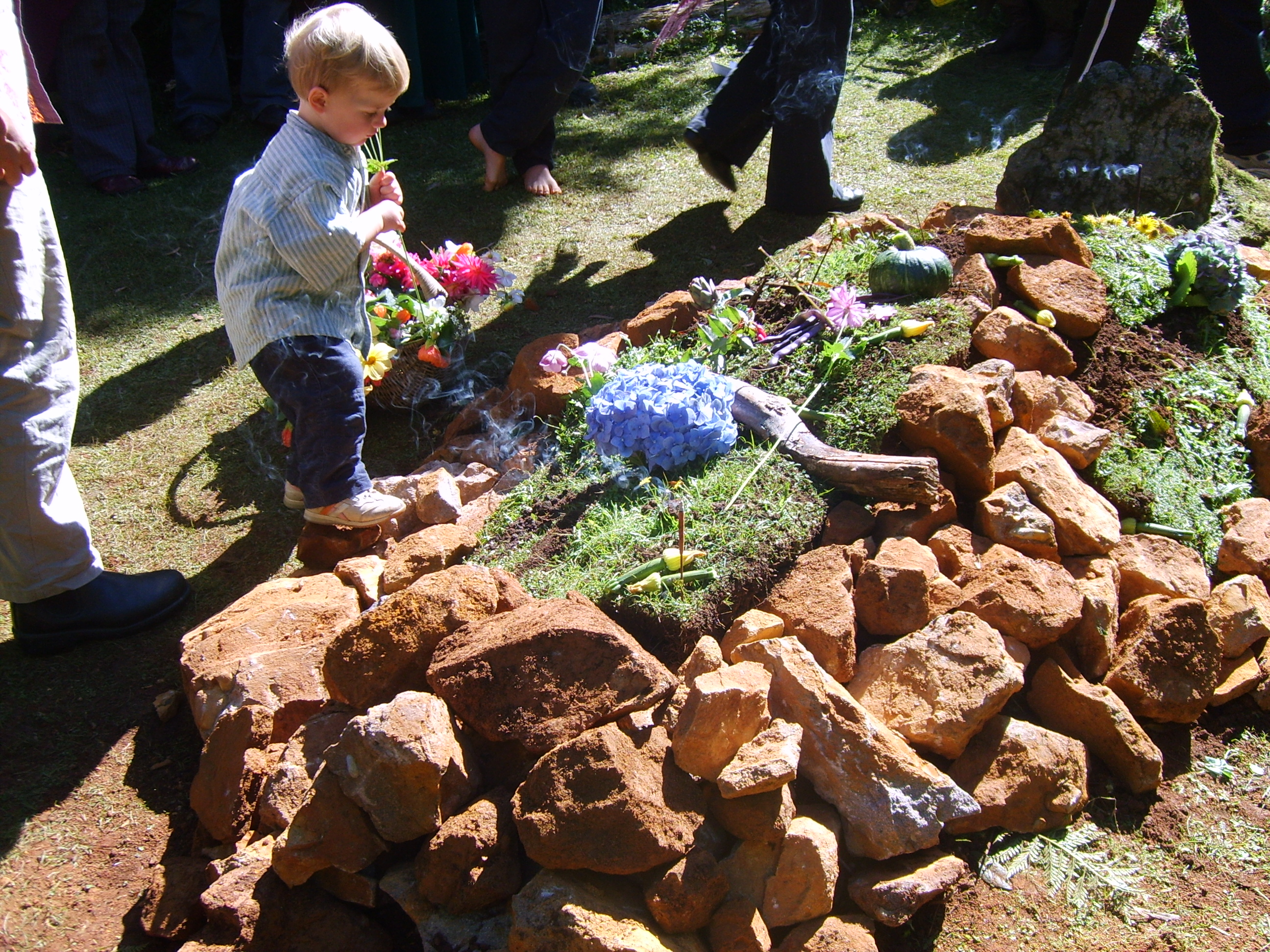
Su tumba en Plumwood Mountain

## Trabajos seleccionados

### Libros
- (2012) The Eye of the Crocodile, editado por Lorraine Shannon. Canberra: Australian National University E Press.
- (2002) Environmental Culture: The Ecological Crisis of Reason. Abingdon: Routledge.
- (1993) Feminism and the Mastery of Nature. Londres y Nueva York: Routledge.
- (1982) with Richard Routley, Robert K. Meyer, Ross T. Brady. Relevant Logics and Their Rivals. Atascadero, CA: Ridgewood Publications.
- (1973) with Richard Routley. The Fight for the Forests: The Takeover of Australian Forests for Pines, Wood Chips and Intensive Forestry. Canberra: Australian National University.

### Artículos
- (2009) "Nature in the Active Voice". Australian Humanities Review, 46, mayo 2009.
- (2003) "The Fight for the Forests Revisited", artículo entregado a Win, Lose or Draw: the Fight for the Forests? A Symposium, Old Canberra House, Universidad Nacional de Australia, 14 de octubre de 2003.
- (2003) "The Politics of Reason: Toward a Feminist Logic", in Rachel Joffe Falmagne, Marjorie Hass (eds.), Representing Reason: Feminist Theory and Formal Logic. Rowman & Littlefield Publishers.
- (2003) "Feminism and the Logic of Alterity", in Falmagne and Hass, op cit.
- (1995) "Human vulnerability and the experience of being prey," Quadrant, 29(3), marzo 1995, pp. 29–34; también como "Being Prey", Terra Nova, 1(3), 1996.
- (1993) "The politics of reason: Towards a feminist logic". Australasian Journal of Philosophy, 71(4), pp. 436–462. doi:10.1080/00048409312345432
- (1991) "Gaia. Good for Women?, Refractory Girl, 41, pp. 11–16; también en American Philosophical Association on Women and Philosophy, abril 1991.
- (1991) "Ethics and Instrumentalism: a response to Janna Thompson". Environmental Ethics, 13, pp. 139–149.
- (1991) "Nature, Self, and Gender: Feminism, Environmental Philosophy, and the Critique of Rationalism". Hypatia, 6(1), marzo 1991, pp. 3–27. doi:10.1111/j.1527-2001.1991.tb00206.x JSTOR 3810030
- (1989) "Do we need a sex/gender distinction?" Radical Philosophy, 51, pp. 2–11.
- (1988) "Women, humanity and nature". Radical Philosophy, 48, pp. 16–24, reprinted in S. Sayers, P. Osborne (eds.). Feminism, Socialism and Philosophy: A Radical Philosophy Reader. Londres: Routledge, 1990.
- (1986) "Ecofeminism: An Overview and Discussion of Positions and Arguments". Australasian Journal of Philosophy, 64, supplement 1, pp. 120–138. doi:10.1080/00048402.1986.9755430
- (1986) con Richard Routley. "The 'Fight for the Forests' affair", in Brian Martin et al. (eds.). Intellectual Suppression. Sydney: Angus & Robertson, pp. 70–73.
- (1985) con Richard Routley. "Negation and contradiction". Revista Colombiana de Matematicas, 19, pp. 201–231.
- (1982) "World rainforest destruction – the social factors". Ecologist, 12(1), pp. 4–22.
- (1980) "Social theories, self management, and environmental problems", in D. S. Mannison, M. A. McRobbie & Richard Routley (eds.). Environmental Philosophy. Canberra: Universidad Nacional de Australia, pp. 217–332.
- (1980) con Richard Routley. "Human Chauvinism and Environmental Ethics", en D. Mannison, M. McRobbie and R. Routley (eds.). Environmental Philosophy. Canberra: Australian National University Department of Philosophy Monograph Series RSSS, pp. 96–189.
- (1978) con Richard Routley. "Nuclear energy and obligations to the future". Inquiry: An Interdisciplinary Journal of Philosophy, 21(1–4), pp. 133–179. doi:10.1080/00201747808601840
- (1975) "Critical notice of Passmore's Man's Responsibility for Nature". Australasian Journal of Philosophy, 53(2), pp. 171–185.
- (1972) con Richart Routley. "The Semantics of First Degree Entailment". Noûs, 6(4), November, pp. 335–359. JSTOR 2214309